# Landvetter
Landvetter is een plaats in de gemeente Härryda in het landschap Västergötland en de provincie Västra Götalands län in Zweden. De plaats heeft 6680 inwoners (2005) en een oppervlakte van 543 hectare.

## Verkeer en vervoer
Bij de plaats loopt de Riksväg 27/Riksväg 40.
Vlak bij de plaats ligt de Luchthaven Göteborg-Landvetter.

## Voetnoten
1. ↑  (sv)  Tätort (17-02-2006). Zweeds Bureau voor Statistiek. Tätorter 2005. Bezocht op 13 april 2009.